# Ingeborg Meising
Ingeborg Meising (* 12. März 1921 in Hildesheim; † 24. Juni 2012 in Berlin) war eine deutsche Informatikerin und Professorin an der Technischen Fachhochschule Berlin.

## Leben

### Beruflicher Werdegang

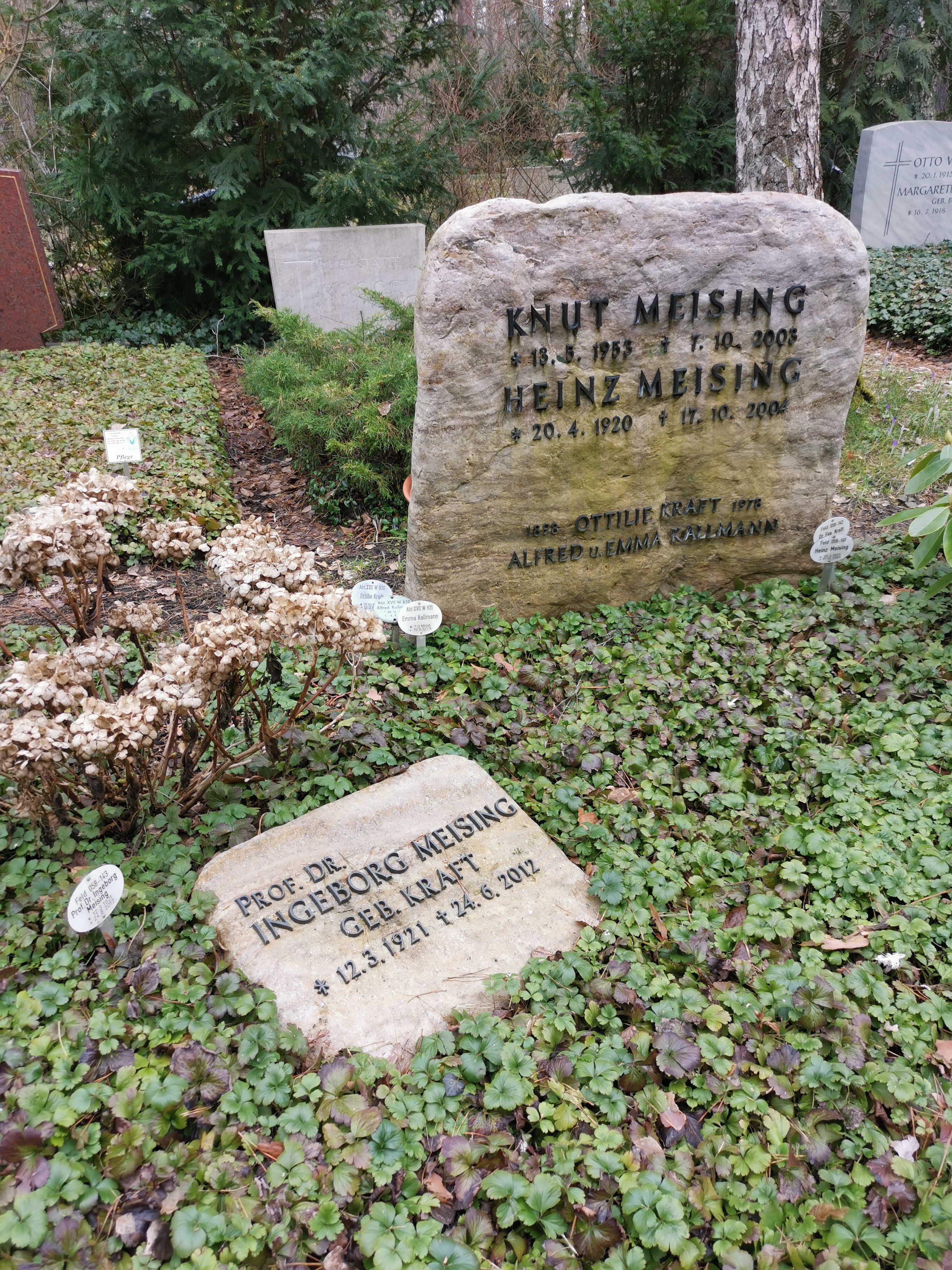
Grabstelle auf dem Waldfriedhof Zehlendorf in Berlin (Feld 058-143)

Ingeborg Meising erwarb ihr Diplom im Jahr 1942 an der Technischen Hochschule Berlin, heute Technische Universität Berlin. Sie wurde 1945 an der Berliner Friedrich-Wilhelms-Universität bei Erhard Schmidt promoviert. Von 1943 bis 1950 wirkte sie als Assistentin der Berliner Friedrich-Wilhelms-Universität, der heutigen Humboldt-Universität. Mitte der 1950er Jahre legte sie das 1. und das 2. Staatsexamen zum Lehramt ab.
Ab 1950 lehrte sie an der Staatlichen Ingenieurschule Beuth, wo sie die erste nicht-vollbeschäftigte Dozentin für das Fach Mathematik wurde. Allerdings wurde dort die durch den Senat bewirkte Einstellung von Meising durch den damaligen Direktor der Staatlichen Ingenieurschule Beuth, Charles Bouché (1946 bis 1958), zunächst hingenommen und später abgelehnt. Ab 1954 wechselte sie daher wiederum auf Veranlassung des Senats an die Staatliche Ingenieurschule für Bauwesen. Beide Einrichtungen sind Vorläufer der heutigen Beuth Universität.  Ab dem Jahr 1959 wurde sie an der Staatlichen Ingenieurschule für Bauwesen Baurätin, später Oberbaurätin. Ingeborg Meising war die einzige Frau, die an der Staatlichen Ingenieurschule bzw. Ingenieurakademie Beuth in ingenieur- oder naturwissenschaftlichen Fächern gelehrt hat (Forschungsstand 2004).
1971 zur Gründung der Technischen Fachhochschule Berlin (TFH), die aus mehreren Ingenieurakademien zusammenführt worden war, wurde sie deren erste Professorin. Sie war Professorin für Mathematik und Datenverarbeitung und die erste weibliche Inhaberin eines C3-Lehrstuhls an der TFH Berlin. Meising leitete das Rechenzentrum der TFH und war Vorsitzende des Forschungs- und Berufungsausschusses. Sie blieb der späteren Beuth-Hochschule über ihre Pensionierung im Jahr 1986 hinaus verbunden.

### Privatleben
Ingeborg Meising war verheiratet und hatte zwei 1951 und 1953 geborene Kinder. Sie starb im Jahr 2012 im Alter von 91 Jahren. Ihr Grab befindet sich auf dem Waldfriedhof Zehlendorf.

## Auszeichnungen und Ehrungen
Für ihre Verdienste, auch um die Chancengleichheit von Frauen in technischen Berufen, wurde sie am 8. September 1981 mit dem Bundesverdienstkreuz am Bande ausgezeichnet.
2013 wurde der größte Veranstaltungssaal der Beuth Hochschule nach ihr in Ingeborg-Meising-Saal umbenannt.
Anlässlich der Wissensstadt Berlin 2021 wurde ihr im Rahmen der Ausstellung „Berlin – Hauptstadt der Wissenschaftlerinnen“ eine Ausstellungstafel gewidmet.